# Бобринецька вулиця (Київ)
Бобрине́цька ву́лиця — вулиця в Деснянському районі міста Києва, селище Биківня. Пролягає від Латвійської вулиці до кінця забудови.
Прилучаються провулки Токмацький, Бобринецький, Броварський, Кадіївський та вулиці Радистів і Кадіївська.

## Історія
Вулиця виникла в 1950-ті роки, складалася з двох вулиць: 431-ї Нової та 819-ї Нової. Сучасну назву набула 1953 року, на честь міста Бобринець у Кіровоградській області.

## Установи та заклади
- Биківнянське кладовище (буд. № 11)